# InterAsterisk eXchange
InterAsterisk eXchange (IAX) ist ein Netzwerkprotokoll, das von der Open-Source-Telefonanlage Asterisk benutzt wird. Es dient dabei sowohl zur Verbindung zwischen einzelnen Asterisk-Servern als auch zur Kommunikation zu Endgeräten, mit denen somit Voice-over-IP-Gespräche möglich sind. Aktuell findet die Version 2 (IAX2) Verwendung.
Weitere Standards für IP-Telefonie sind das weit verbreitete SIP und H.323.
IAX/IAX2 bietet im Gegensatz zu einigen der anderen VoIP-Protokolle Vorteile bei der IP-Telefonie, da das verwendete Protokoll weniger kompliziert ist. Im Detail: Für den Signalisierungsprozess und für die Übertragung des Audiostreams wird nur ein Port benötigt (Port 4569). Das IAX-Protokoll hat in der Regel keine NAT- bzw. Firewall-Probleme, wie sie bei der Verwendung des SIP oder H.323 vorkommen: Clients, die sich am Server registrieren, können die Verbindung offen halten. Wenn der Server hinter einer Firewall liegt, kann der Port weitergeleitet werden.
Durch den kleineren Overhead des IAX/IAX2-Protokolls – im Vergleich zu SIP oder H.323 – sind in Kombination mit einem Schmalbandcodec, wie z. B. GSM, iLBC oder G.729, sogar VoIP-Verbindungen über ein Analogmodem möglich (mit einer Datenübertragungsrate von ca. 38 kbit/s in Sende-Richtung).

## Die Ziele von IAX
Folgende Eigenschaften waren die Hauptziele der Entwicklung von IAX:
- die verwendete Bandbreite für Multimediaübertragung sollte so klein wie möglich sein
- spezielle Aufmerksamkeit lag auf der Steuerung der Übertragung und einer einzelnen Sprachverbindung
- eine NAT-Unterstützung sollte bereits eingebaut sein

IAX kann daher über eine einzelne UDP-Verbindung Steuersignale und mehrere Gespräche bzw. Videobotschaften zwischen zwei Computern bzw. Endgeräten übertragen. IAX ist ein binäres Protokoll, mit dem die Bandbreite sehr gut genutzt wird. An wenigen Stellen hat sich Mark Spencer, der Schöpfer des Protokolls, entschieden, etwas mehr Gesamtbandbreite zu verbrauchen, dafür aber bei Einzelgesprächen effizienter zu sein.

## IAX Clients

### Hardware
- Digium IAXy
- Virbiage 3010 (auch als das Freshtel 3010 und das Tesco IPA 1000 verkauft)
- ALLNET VoIP Telefon mit SIP und IAX2 ALL7960
- CriticalLinks edgeBox Telefonanlage, Radius Server und Router mit SIP und IAX edgeBox
- Snom Voip Phone snom.com

### Software
- Diax (Freeware, für Windows) – aktuelle Version 0.9.15a von 2005
- IAXComm (Open Source, für Linux, Mac OS X und Windows) – aktuelle Version 1.2. von 2006
- IAXPhone (Crippleware, für Windows)
- Zoiper, früher Idefisk (Crippleware, freie Version nur für nicht-kommerzielle Nutzung, für Linux, Mac OS X, Windows und Android) – aktuelle Version 5
- Kiax (Open Source, für Linux und Windows) – aktuelle Version 2.1 Beta2 von 2009
- LoudHush (Crippleware, für Mac OS X)
- PURtel (fest auf PURtel eingestellt, Windows)
- YakaPhone (Open Source, für Windows) – letzte Version von 2016
- Yate (Open Source, Server und Client) – aktuelle Version 6.1.0.1 von 2018
- ZiaxPhone (Freeware, für Sharp Zaurus)